# イラン地震 (2013年4月9日)
イラン地震（イランじしん）は、2013年4月9日16時22分（現地時間）、イラン南西部ブーシェフル近郊で発生したマグニチュード6.3の地震である。

## 概要

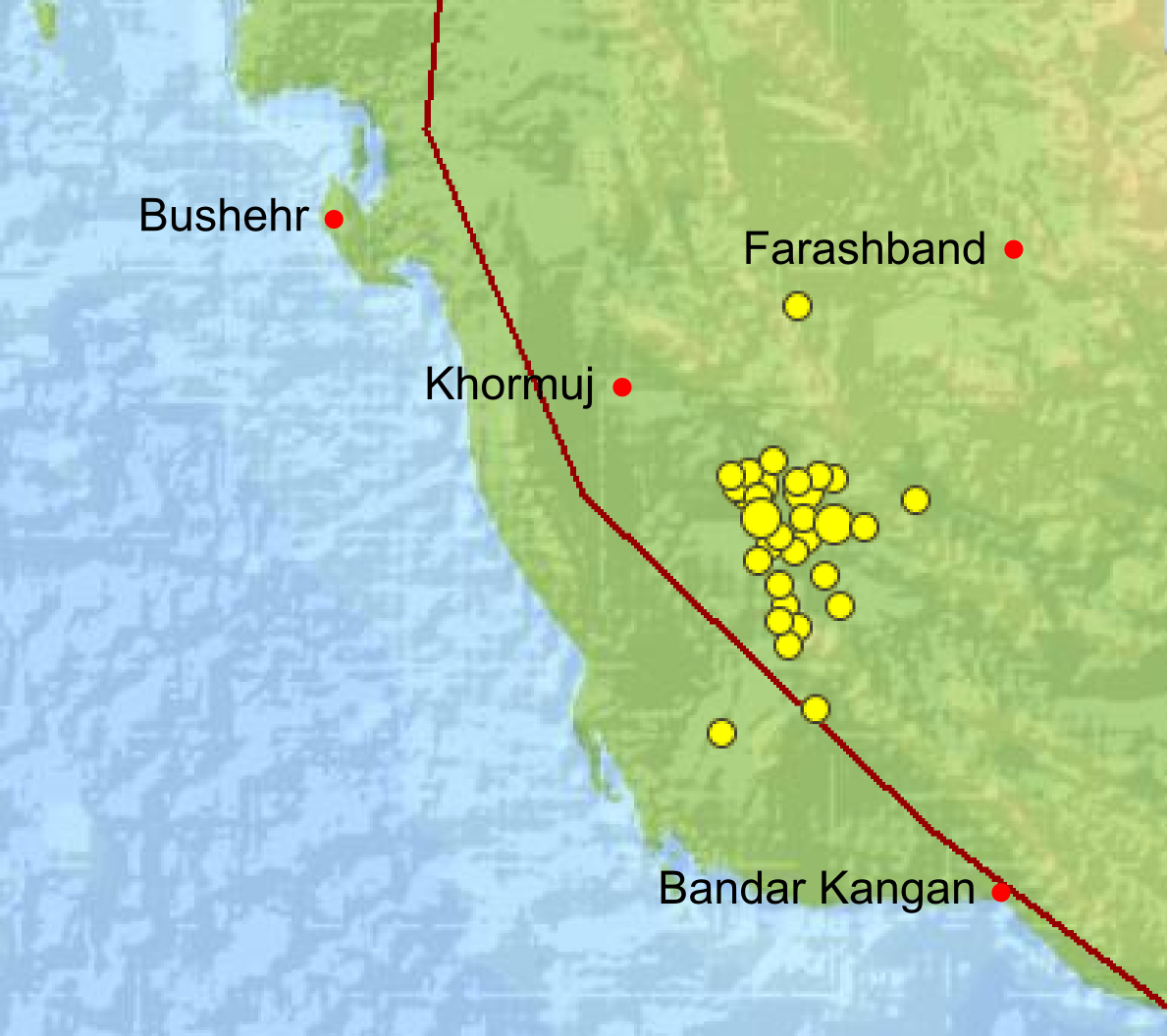
余震の発生状況

震央はブーシェフル港の南東約89kmの地点。少なくとも37人が死亡、850人が負傷した。ブーシェフル原子力発電所への被害や放射能漏れは確認されていない。
トルコなど周辺諸国の赤新月社は、要請があれば被災者を救援する用意があることを表明した
。

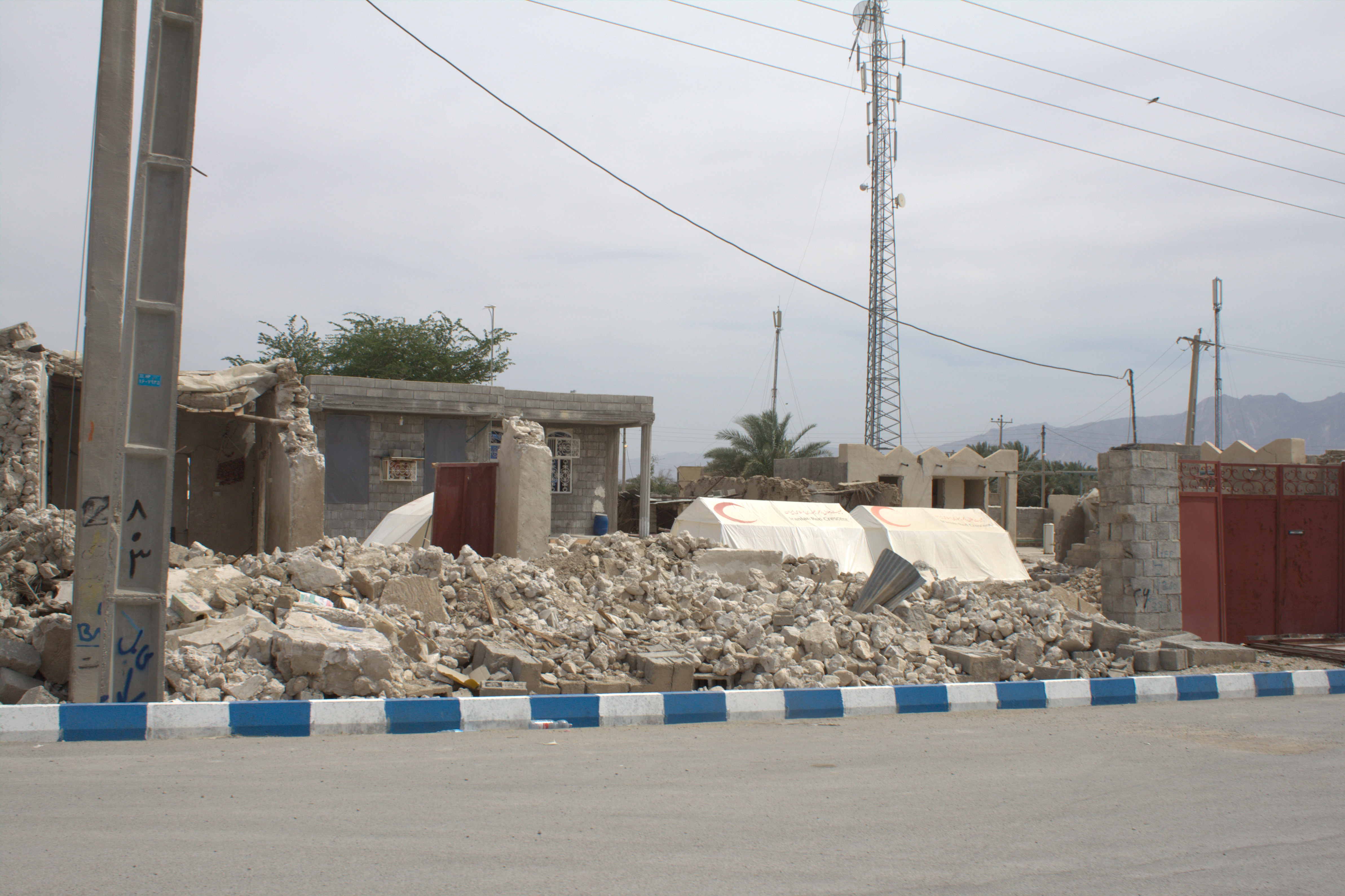
地震により崩壊した家屋と、赤新月社のテント。2013年4月9日。
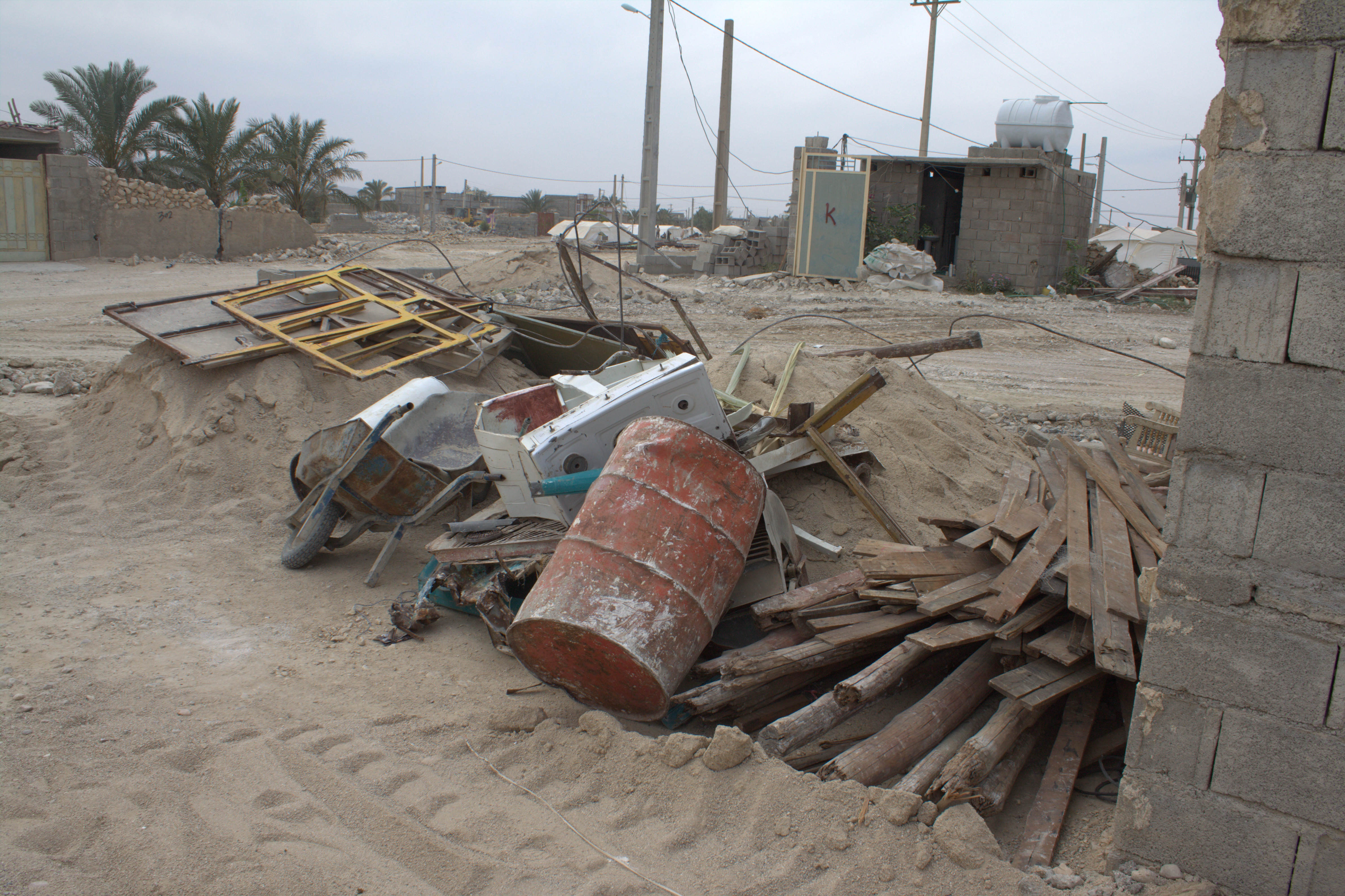
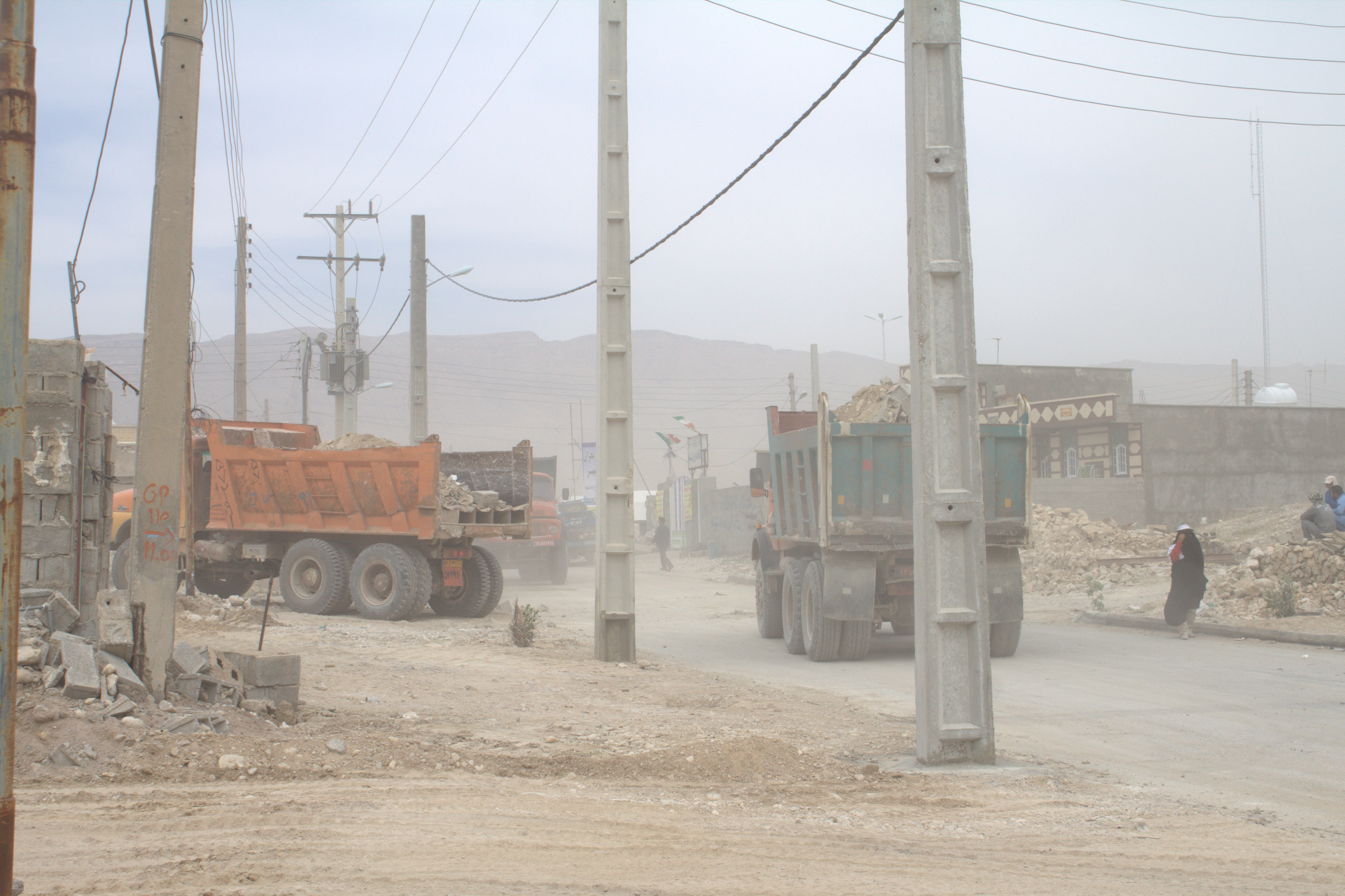
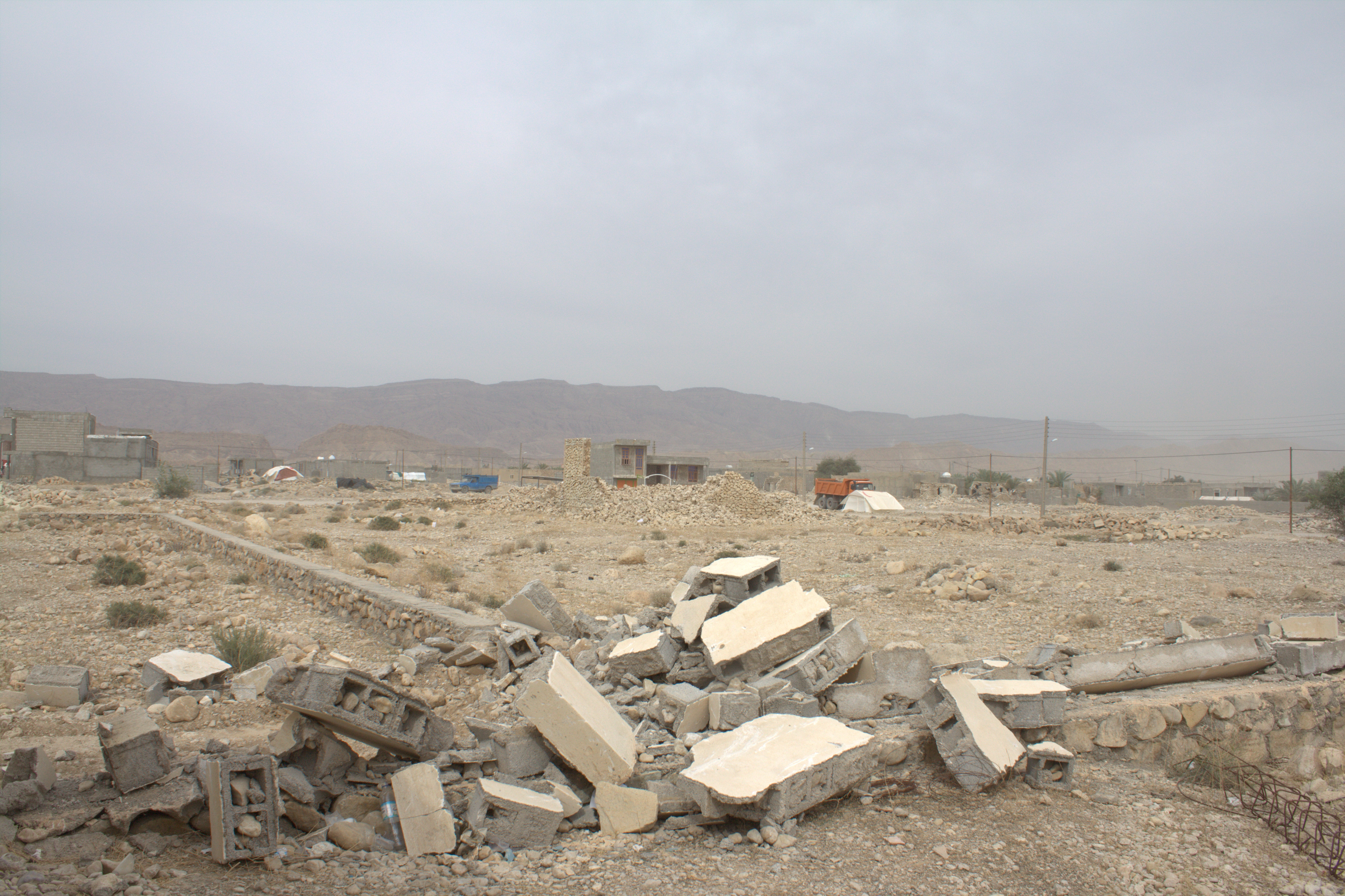